# ボルンガルヴィーク

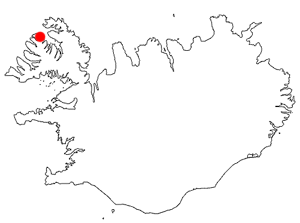

ボルンガルヴィーク（Bolungarvík）は、アイスランド北西、西部フィヨルド（Vestfirðir）に位置するタウンかつ基礎自治体である。主要産業は漁業である。小さな村であるが歴史は古く、約1000年前には集落があったと見られている。

## データ
- 人口：957人（2004年）
- 座標：66°09′N 23°15′W
- 近隣の町：（イーサフィヨルズゥル (Ísafjörður)から13 km、首都レイキャヴィークから 473 km ）

## 観光
基本的に漁村である。村内には自然史研究所があり、付設の自然史博物館ではイーサフィヨルズル地域の豊かな生物多様性を知ることができる。また村を見下ろすHóll (丘, hill) と呼ばれる場所に1908年に建てられた鉄製の屋根の教会があり、さらに村の湾の東端にある出入り自由の漁業博物館では住居やボートが再現されており、かつての素朴な漁業の営みを知ることができる。その近くには1937年に立てられた Óshólaviti という灯台がある。

## 村に伝わる伝説
『ランドナーマボーク』には、西暦940年ごろの魔法使いの兄妹（あるいは姉弟）の話がある。この兄妹はなにかの意見の食い違いからお互いを呪いあい、妹（あるいは姉。以下同じ）は兄（あるいは弟。以下同じ）を一枚岩に変え、鳥の糞尿まみれになるようにした。兄は妹を、永久に強風の吹きすさぶ地に立ち続けなければならないようにした。兄はその日の夜のうちに海に沈み、二人の呪いも海に消えた。
妹であったとされる岩は、1936年に約半分が崩れ落ちた。

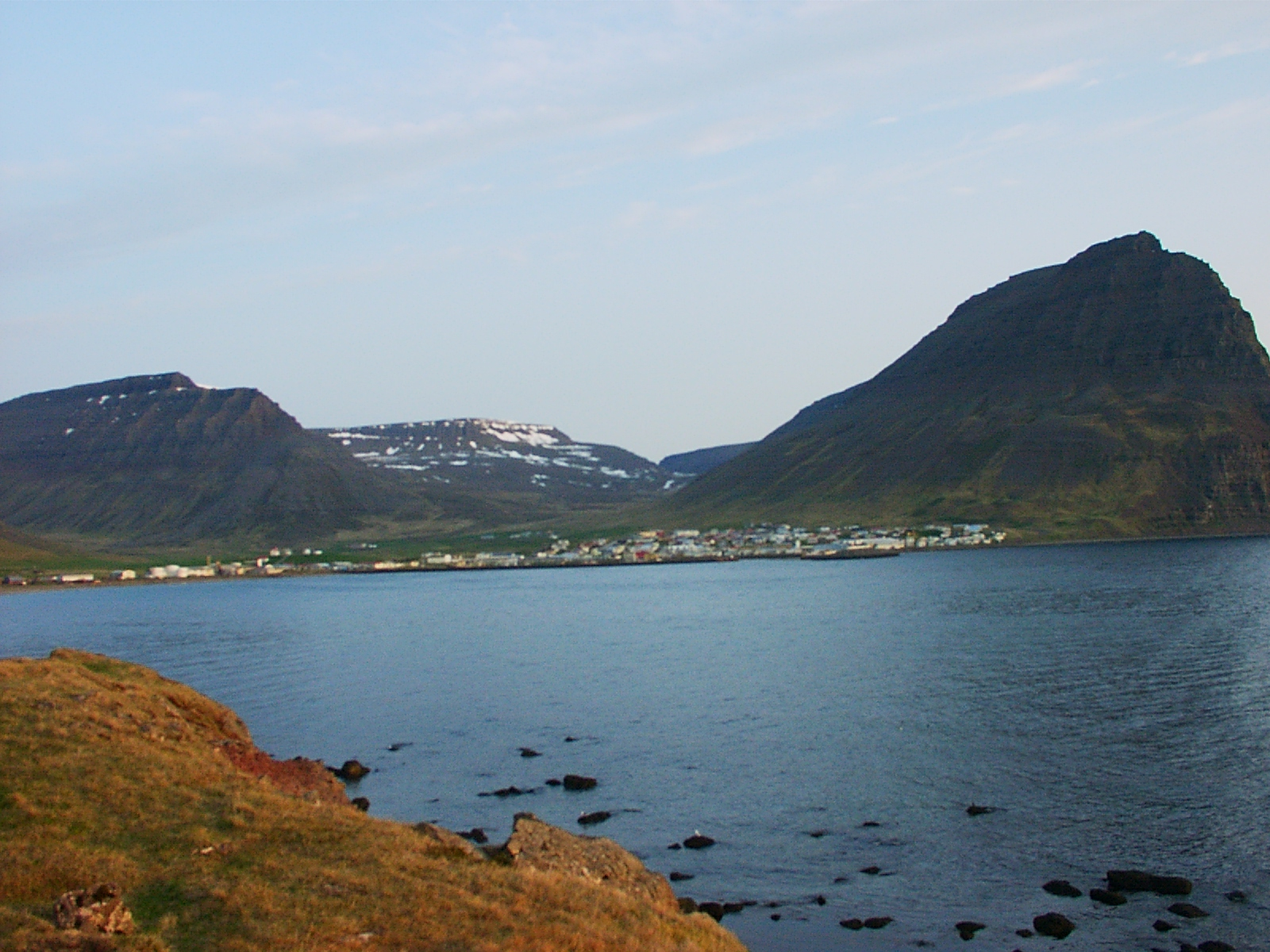
フィヨルドの対岸から見たボルンガルヴィーク
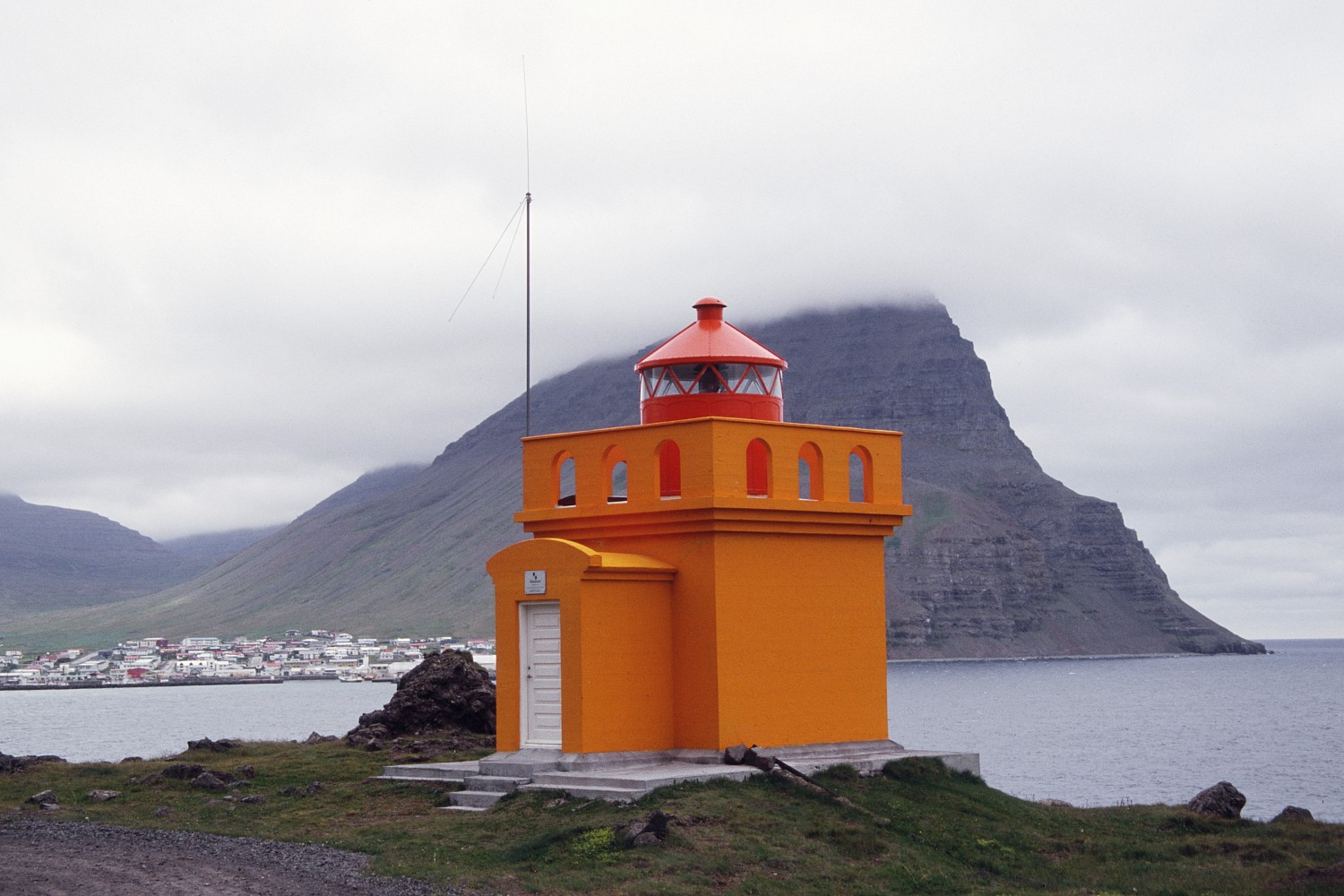
Óshólaviti と名付けられているボルンガルヴィークの灯台
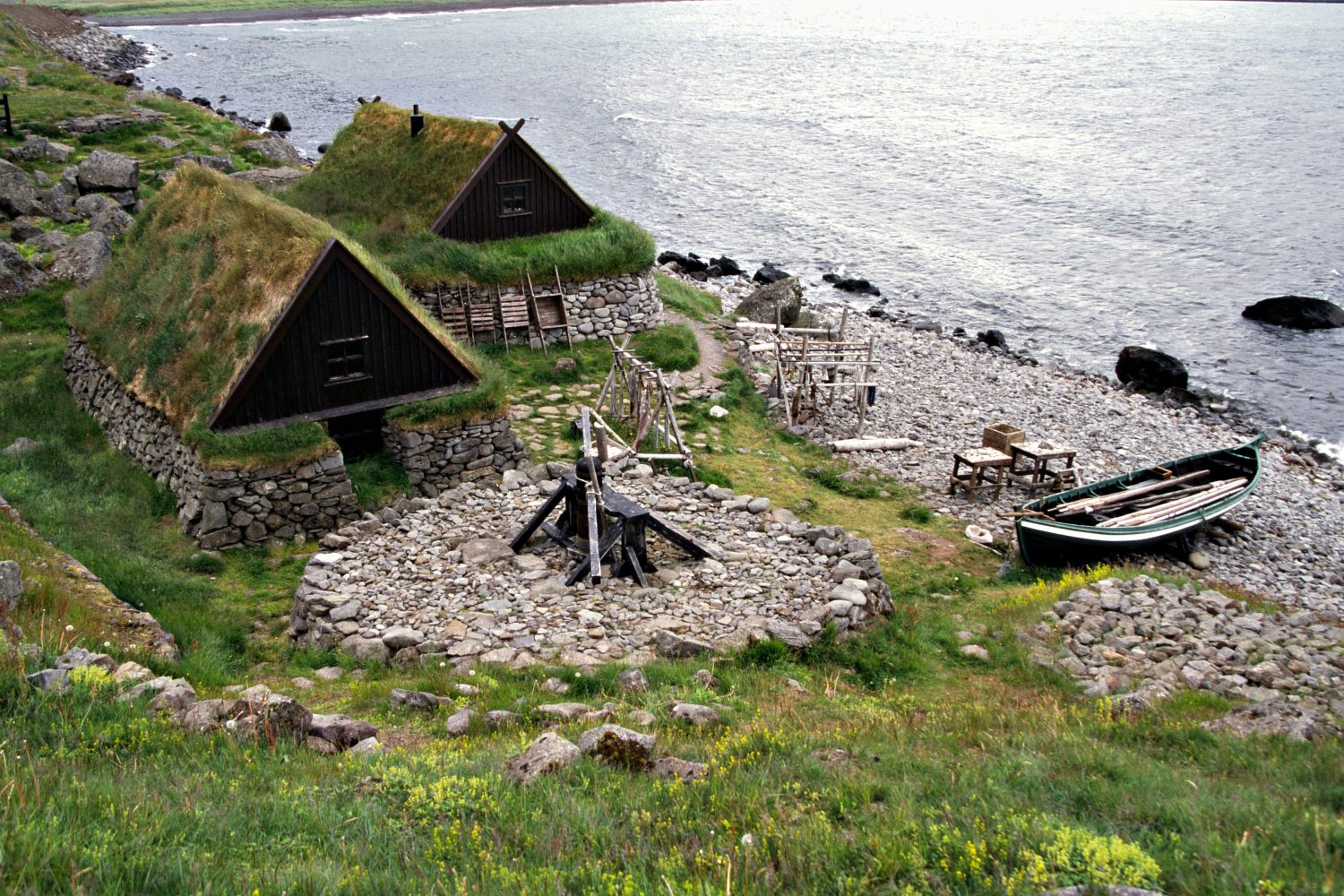
漁業博物館 Ósvör

## 出身者
- ムーギーソン (ヨーロッパで活躍するロックバンド)